# Repubblica Romana (1798-1799)

Stemma alternativo della Repubblica Romana (1798-99)

La Repubblica Romana fu una repubblica sorella della Prima Repubblica francese. Comprendeva parte dei territori dello Stato Pontificio occupati dal generale Louis Alexandre Berthier, che aveva invaso Roma, strappandola al dominio temporale di papa Pio VI il 10 febbraio 1798. Fu proclamata il 15 febbraio 1798.
La Repubblica Romana confinava con la Repubblica Cisalpina e il Granducato di Toscana a nord, con il mar Tirreno a ovest, con il Regno di Napoli a sud, con il mar Adriatico a est. Delle due exclave pontificie in territorio napoletano conservava soltanto il territorio di Pontecorvo, mentre rimase conteso il Principato di Benevento.
La Repubblica cadde già nel 1799 e pochi mesi dopo lo Stato Pontificio venne ripristinato.

## Storia
La Repubblica Romana fu una delle repubbliche sorelle filo-francesi e giacobine proclamate in seguito alle conquiste francesi dopo la Rivoluzione. Il 10 febbraio 1798 le truppe transalpine che, orfane di Napoleone in procinto di partire per l’Egitto, erano ora guidate dal generale Louis Alexandre Berthier, invasero Roma dando inizio all'occupazione francese della città.
Subito dopo la firma del trattato di Campoformio, liberi dal loro più grande nemico, l’Impero austriaco, i francesi avevano cominciato le provocazioni antipapali, e il 25 brumaio il governo cisalpino emise una protesta contro gli scarsi segni d’amicizia che a proprio dire la corte romana gli avrebbe mostrato.

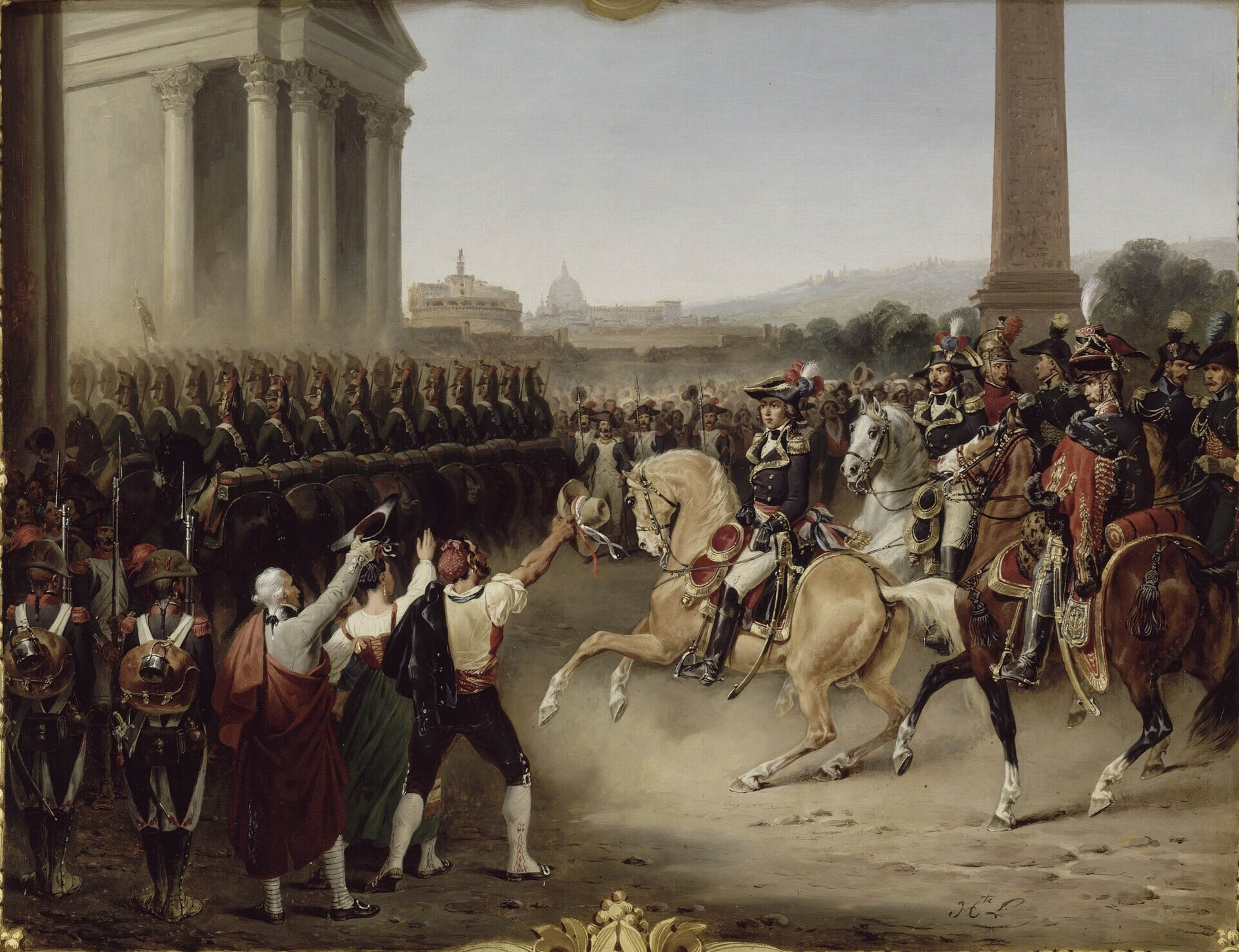
Entrata delle truppe francesi a Roma nel febbraio 1798

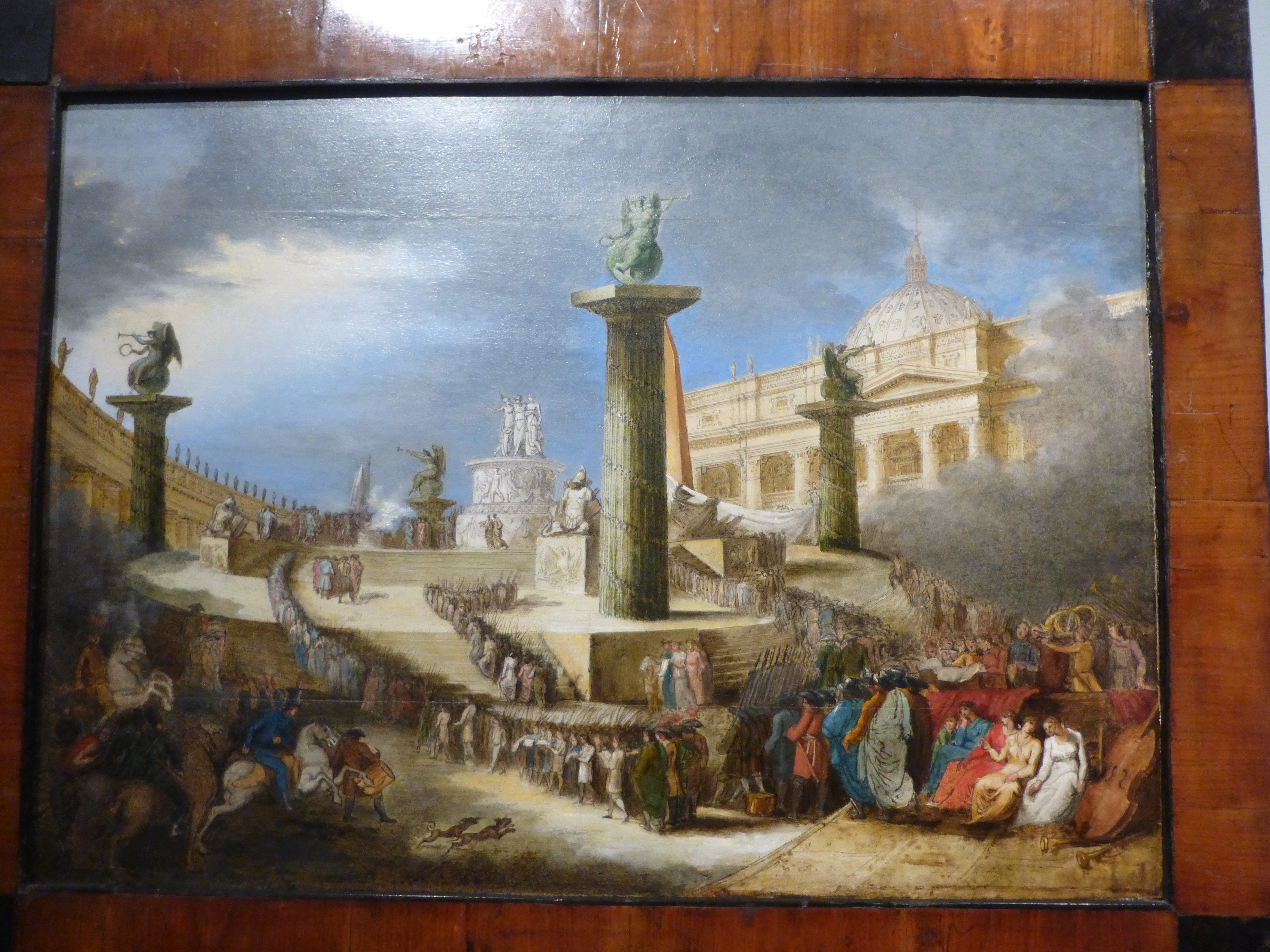
Altare patrio realizzato in piazza san Pietro per celebrare la festa della Federazione il 20 marzo 1798.

Il pretesto dell'invasione fu l'uccisione di un generale dell'ambasciata francese, Mathurin-Léonard Duphot, avvenuta il 28 dicembre 1797 in un tumulto popolare provocato da rivoluzionari italiani e francesi. Berthier marciò sulla città senza incontrare resistenza, dandosi poi al saccheggio dei tesori d'arte dello Stato pontificio.
Il 15 febbraio fu dichiarato decaduto il potere temporale di Pio VI e fu proclamata la Repubblica Romana, ispirata al modello francese. Pochi giorni dopo, il 20 febbraio, il papa fu tratto prigioniero e allontanato dalla città. Sarebbe morto in esilio l'anno seguente in Francia. Il 25 febbraio scoppiò una sommossa popolare che fu duramente repressa dai francesi.
Il 7 marzo alla Repubblica Romana riassorbì la Repubblica Tiberina e la Repubblica Anconitana che avevano anticipato le insurrezioni giacobine. La Costituzione, sul modello di quella francese, fu promulgata il 20 marzo seguente. Prevedeva l'elezione di un Tribunato di 72 membri e di un Senato di 32: questi due organi esercitavano il potere legislativo e designavano cinque consoli ai quali era demandato il potere esecutivo. Di fatto, però, il potere era esercitato dagli occupanti francesi. Il nuovo regime fu accolto freddamente dalla popolazione romana, che, dopo aver subìto i saccheggi che avevano accompagnato la presa della città, dovette accollarsi anche le pesanti imposte richieste dagli occupanti.
Il 28 novembre la Repubblica Romana fu invasa dall'esercito napoletano, forte di 70.000 uomini e al comando del generale austriaco Karl von Mack, con l'appoggio della flotta britannica dell'ammiraglio Nelson. L'azione era diretta a ristabilire l'autorità papale. Dopo solo sei giorni Ferdinando IV entrò a Roma da conquistatore. Ma il 14 dicembre dello stesso anno un'immediata e risoluta controffensiva francese costrinse i napoletani alla ritirata, che ben presto si trasformò in una rotta. I francesi entrarono a Napoli il 23 gennaio 1799 e istituirono la Repubblica Napoletana.
Il 19 settembre dello stesso anno 1799 i francesi abbandonarono Roma, subito rioccupata il 30 settembre dai redivivi napoletani che posero così fine alla Repubblica Romana. Le truppe francesi sarebbero rientrate in città soltanto il 2 febbraio 1805, annettendo Roma all'Impero napoleonico il 17 maggio 1809. I territori caduti in mano francese sarebbero stati resi allo Stato Pontificio il 24 gennaio 1814.

## Governanti

### Consoli temporanei (15 febbraio - 20 marzo 1798)[1][2]
- Liborio Angelucci, chirurgo e ostetrico
- Francesco Riganti, avvocato[3]
- Carlo Luigi Costantini, avvocato dei poveri[3]
- Duca Pio Bonelli
- Antonio Bassi, curiale
- Gioacchino Pessuti, matematico
- Angelo Stampa, mercante di campagna
- Domenico Maggi, mercante di campagna

### Consoli
- Liborio Angelucci, chirurgo e ostetrico
- Giacomo De Matthaeis
- Pietro Panazzi
- Pietro Reppi
- Ennio Quirino Visconti, archeologo

### Tribuni
- Feliciano Scarpellini, astronomo
- Luigi Angeloni, patriota e scrittore

### Direttore della polizia
- Francesco Piranesi, architetto

## Suddivisione amministrativa
La Repubblica Romana fu suddivisa in otto dipartimenti. La ripartizione variò nel tempo e giunse alla sistemazione definitiva il 26 fiorile anno VI.
| Dipartimento | Capoluogo | Distretti                           |
| ------------ | --------- | ----------------------------------- |
| Cimino       | Viterbo   | Civita Castellana, Orvieto, Viterbo |
| Circeo       | Anagni    | Anagni, Sezze, Veroli               |
| Clitunno     | Spoleto   | Foligno, Rieti, Spoleto, Terni      |
| Metauro      | Ancona    | Ancona, Sinigaglia, Urbino          |
| Musone       | Macerata  | Macerata, Matelica, Osimo           |
| Tevere       | Roma      | Roma, Tivoli, Velletri              |
| Trasimeno    | Perugia   | Città della Pieve, Gubbio, Perugia  |
| Tronto       | Fermo     | Ascoli, Camerino, Fermo             |

## Nella cultura di massa
La Roma dei mesi successivi alla caduta della Repubblica romana è l'ambientazione in cui si svolge l'opera in tre atti Tosca di Giacomo Puccini.